# Killer Queen
Killer Queen – pierwszy hit brytyjskiej grupy Queen, napisany przez Freddiego Mercury’ego. W 1975 dotarł na drugie miejsce brytyjskiej listy przebojów. Drugim utworem na singlu o podwójnej stronie A był „Flick of the Wrist”.
Według Mercury’ego utwór powstał pod wpływem wczesnych nagrań The Beatles, The Beach Boys, a w warstwie tekstowej – Noëla Cowarda. Utwór opowiada o luksusowej prostytutce. W tekście wymieniane są również postaci takie jak: Maria Antonina, John F. Kennedy czy Nikita Chruszczow.
Sukces singla był ważny dla rozwoju grupy, a jego wykonanie na żywo znajduje się na Live Killers, We Will Rock You, Live at the Rainbow i A Night At The Odeon.
Cover utworu wydała na singlu grupa Travis (2001), a na żywo grał zespół Panic! at the Disco.
W 2018 roku cover tej piosenki wydali również 5 Seconds of Summer.

## Listy przebojów
| Kraj              | Lista (1974/1975)      | Pozycja |
| ----------------- | ---------------------- | ------- |
| Niemcy            | Media Control Charts   | 12      |
| Austria           | Ö3 Austria Top 40      | 10      |
| Holandia          | Single Top 100         | 3       |
| Belgia            | Ultratop 50 (Flandria) | 7       |
| Norwegia          | VG-Lista               | 4       |
| Irlandia          | Irish Singles Chart    | 2       |
| Kanada            | Canadian Singles Chart | 15      |
| Wielka Brytania   | UK Singles Chart       | 2       |
| Stany Zjednoczone | Billboard Hot 100      | 12      |